# 大鳥逸平
大鳥 逸平（おおとり いっぺい、1588年 - 1612年）は、江戸時代前期（17世紀）の日本のかぶき者の頭領。姓は大鳥居あるいは大鳥井（おおとりい）とも表記される。別名大鳥 勘解由（おおとり かげゆ）、大鳥 逸平次 勘解由（おおとり いっぺいじ かげゆ）とも。

## 生涯
1588年（天正16年）に生まれる。出生地は不明である。武蔵国大鳥の生まれ、とされることもあるが定かではない。
はじめ本多信勝に仕えた徒歩であったが逐電。大久保長安配下の大久保信濃に仕え、士分となる。武士の素質があったとされ、弓に鉄砲や槍など、武芸を学び、馬に乗ることも許された。徳川家康による天下普請での江戸城普請の際に人足元締を務める。この頃は京を中心に活動していたとされるが、ある時本多が大鳥を返還するように要求したため、大鳥は本多家に帰参することとなったが、大鳥は武装した手下4～5人を連れ、さらに犬を連れ騎馬でやってきたため、本多家は召し使うことを諦め、衣服などを取らせて大鳥を大久保家に返した。
まもなく大久保家を去り、江戸に行き浪人の身となる。慶長年間、1610年前後には、中間・小者といった下級の武家奉公人を集めて徒党を組み、異装・異風、男伊達を気取って無頼な行動をとり、武家に対抗した。「廿五まで生き過ぎたりや一兵衛」と銘に刻んだ厳物造太刀を担ぎ、300人ものかぶき者を束ねた。大風嵐之助、天狗魔右衛門、風吹藪右衛門、大橋摺右衛門といった子分がいた。
『武蔵名勝図会』（1820年代）によれば、1612年（慶長17年）春、武蔵国多摩郡高幡村（高幡）の高幡不動尊での相撲興行に現れた際に捕縛され、江戸幕府に突き出されたとされる。大鳥の潜伏先を掴んだ大久保長安家中の町奉行・内藤平左衛門や横山宿の名主川島作衛門らは、高幡不動の春の縁日に合わせて相撲の興行を開き、相撲自慢の大鳥が現れるのを待ち、案の定大鳥がやってきたために内藤がこれと格闘の末に、多人数により召し捕らえたとされる。無双の大鳥を捕えきれずにいたが、高幡不動の僧侶が「不動金縛りの法」を使ったために大鳥は急に身動きができなくなり、捕縛された、という伝承も残る。
青山成国の屋敷で取り調べが行われたが、大鳥は仲間内のことをひとつも白状せず、取り調べ側を困らせた。本多正信・土屋重成・北町奉行米津田政らが取り調べにあたったが、拷問を受けても大鳥が口を割らないため米津が小便でもかけろ、と言ったところ大鳥は、「自分は武士身分であるのに拷問による取り調べを受けるのはそもそもおかしい、奉行の米津は侍の法を知らない。このような取り調べをするならこう言おう。米津の子息の勘十郎は自分の仲間であるので、勘十郎にも小便をかけて詰問しろ」と答え、その後は一切口を閉ざした。
大鳥はあらゆる拷問に口を緘して答えなかったが、海老責めと呼ばれる拷問を受けるとついに屈し、「同類の名を申し立てるが、長いので百枚綴じの紙を用意せよ」と云い、全国の大名の名を次々に並べ立てたため、奉行は激怒し、大鳥を処刑することにした。
同年8月（慶長17年7月）、品川・鈴ヶ森刑場で磔刑に処されて死去した。享年25（満23-24歳没）。同時期に同様に捕らえられ、斬首されたかぶき者は300人に上ったという。さらに一味に加わっていた旗本の子弟も多数処分された。井上正就の兄なども含まれ、さらに『津軽旧記』に拠れば、慶長16年、大鳥逸平の件に関して、町奉行・柄木田勘兵衛（米津田政）の子の柄木田勘十郎（米津勘十郎）が津軽藩にお預け処分となっている。その後勘十郎は、元和3年(1617年)に許されている。
大鳥は町奴の先駆であり、かつ旗本奴の行動様式を決定づける存在だったとされている。
なお、大森痴雪が書いた新歌舞伎『歌舞伎濫觴記』（1932年12月1日、南座初演）に「大鳥居逸平」として描かれ、四代目市川市蔵が演じている。
松本清張の短編小説『奉公人組』によれば、殺伐とした戦国の気風が残る当時、武家奉公人は些細な理由で主人に切捨御免にされることが珍しくなかった。大鳥は主人に虐待されることがしばしばだった奉公人たちに対して、「ひとりで抗っても仕方ないので、奉公人同士で兄弟の契りを交わし、主人に不法な扱いを受けた場合は敵討ちをしよう」と呼びかけた。これに応じた奉公人は数知れず、奉公人を手討ちにしたため復讐で斬殺される旗本が相次いだ。江戸の武家は戦々恐々となり、奉公人を手荒に扱うことが減ったとされる。
牢にいる間に、牢役人に対し「呑み屋で飲んでいたら、入ってきた虚無僧の尺八が下手だったのに腹が立ち、自分が屁で尺八を吹いたほうが上手いと豪語し、勝利した」という話を語ったと伝わる。